# Presidente de Rodesia
El Presidente de Rodesia era el jefe de Estado de la República de Rodesia entre 1970 y 1979. Al igual que con la propia Rodesia, el puesto careció de reconocimiento internacional durante toda su existencia.
Rodesia fue reconocida internacionalmente como colonia británica hasta 1980.

## Funciones
Como Rodesia se consideraba a sí misma como una república parlamentaria y no una república presidencialista, el cargo de presidente era casi totalmente ceremonial, mientras que el poder real estaba en manos del primer ministro de Rodesia, Ian Smith. Solo dos personas ocuparon el cargo de manera titular, mientras que otras dos la ocuparon de manera interina; todos los presidentes de Rodesia eran blancos de ascendencia británica.
El presidente era elegido por el Consejo Ejecutivo de Rodesia, para un período de 5 años con posibilidad de una reelección, y, al menos nominalmente, era el encargado de nombrar al primer ministro y a los Ministros. Así mismo, poseía el poder de disolver el parlamento o prorrogar su mandato.
Este sistema de elección garantizó el mantenimiento en el poder del Frente Rodesiano.

## Historia

### Orígenes
El 11 de noviembre de 1965, el Gobierno del Frente Rodesiano de Ian Smith proclamó la Declaración Unilateral de Independencia de Rodesia (UDI) del Reino Unido. Por órdenes del Gobierno del Reino Unido, el entonces Gobernador de Rodesia del Sur, Humphrey Gibbs, inmediatamente destituyó a Smith y su gabinete. Esta acción fue ignorada por Smith, quien afirmó que la UDI puso en vigor de inmediato una nueva constitución que prescindía del cargo de gobernador y, con él, de su poder de reserva para destituirlos.
La nueva constitución reconstituyó a Rodesia como una Monarquía de la Mancomunidad de Naciones; como tal, reconoció a Isabel II como Reina de Rodesia", con un gobernador general como su representante en el país. En lugar del nombramiento de un gobernador general, un "Funcionario administrador del gobierno" ejercería las funciones del gobernador general.
Smith tenía la intención de nombrar al vice primer ministro Clifford Dupont como gobernador general. Sin embargo, la reina Isabel II ni siquiera consideraría el "consejo" de Smith de nombrar a Dupont como su representante. En cambio, Whitehall insistió en que Gibbs era el único representante legítimo de la Reina y, por lo tanto, la única autoridad legal en lo que aún mantenía la Colonia de Rodesia del Sur, una posición respaldada por la mayor parte de la comunidad internacional.

### República
Durante cinco años, Smith y su gobierno continuaron profesando lealtad a la reina Isabel II y la reconocieron como jefa de estado de Rodesia. De hecho, el anuncio de UDI terminó con las palabras "Dios salve a la reina". Sin embargo, en 1969, Smith decidió romper los vínculos constitucionales con Gran Bretaña, haciendo del país una república. En un referéndum de ese año, el electorado mayoritariamente blanco votó abrumadoramente a favor de una república.
Rhodesia se proclamó formalmente república en 1970 y Dupont asumió el cargo de presidente. La posición de Smith como primer ministro se mantuvo sin cambios. Se adoptó una bandera presidencial, con un campo azul con el escudo de armas en el centro. Siguiendo el modelo del Presidente del Estado de Sudáfrica, los presidentes de Rhodesia tenían poco poder ejecutivo de facto y actuaban principalmente siguiendo el consejo del primer ministro.
Dupont renunció debido a problemas de salud en 1975. Fue sucedido como presidente en 1976 por John Wrathall, quien murió en el cargo en 1978. En 1979 hubo un Acuerdo Interno, que vio por primera vez un gobierno de mayoría negra, y el país pasó a llamarse Zimbabue Rodesia. Josiah Zion Gumede fue elegido presidente. Al igual que la UDI y la declaración de una república, Zimbabue Rodesia no fue reconocida internacionalmente y en 1979, Gran Bretaña retomó el control de la colonia rebelde bajo el Acuerdo de Lancaster House. Gran Bretaña nombró a Lord Christopher Soames como gobernador hasta que el país se independizó dentro de la Mancomunidad de Naciones bajo el nombre de Zimbabue el 18 de abril de 1980.

## Lista de presidentes de Rodesia
| N.º                                                | Nombre                                             | Estadía en el cargo                                | Estadía en el cargo                                | Estadía en el cargo                                | Partido político                                   |
| N.º                                                | Nombre                                             | Inicio                                             | Final                                              | Duración en el cargo                               | Partido político                                   |
| Funcionario Administrador del Gobierno (1965-1970) | Funcionario Administrador del Gobierno (1965-1970) | Funcionario Administrador del Gobierno (1965-1970) | Funcionario Administrador del Gobierno (1965-1970) | Funcionario Administrador del Gobierno (1965-1970) | Funcionario Administrador del Gobierno (1965-1970) |
| -------------------------------------------------- | -------------------------------------------------- | -------------------------------------------------- | -------------------------------------------------- | -------------------------------------------------- | -------------------------------------------------- |
| 1°                                                 | Clifford Dupont                                    | 11 de noviembre de 1965                            | 2 de marzo de 1970                                 | 4 años, 111 días                                   | Frente Rodesiano                                   |
| Presidente de la República de Rodesia (1970-1979)  |                                                    |                                                    |                                                    |                                                    |                                                    |
| -                                                  | Clifford Dupont (e)                                | 2 de marzo de 1970                                 | 16 de abril de 1970                                | 45 días                                            | Frente Rodesiano                                   |
| 1                                                  | Clifford Dupont                                    | 16 de abril de 1970                                | 31 de diciembre de 1975                            | 5 años, 259 días                                   | Frente Rodesiano                                   |
| -                                                  | Henry Everard (e)                                  | 31 de diciembre de 1975                            | 14 de enero de 1976                                | 14 días                                            | Frente Rodesiano                                   |
| 2                                                  | John Wrathall                                      | 14 de enero de 1976                                | 31 de agosto de 1978                               | 2 años, 229 días                                   | Frente Rodesiano                                   |
| -                                                  | Henry Everard (e)                                  | 31 de agosto de 1978                               | 31 de agosto de 1978                               | 62 días                                            | Frente Rodesiano                                   |
| -                                                  | Jack William Pithey                                | 1 de noviembre de 1978                             | 5 de marzo de 1979                                 | 124 días                                           | Frente Rodesiano                                   |
| -                                                  | Henry Everard (e)                                  | 5 de marzo de 1979                                 | 1 de junio de 1979                                 | 88 días                                            | Frente Rodesiano                                   |